# Johannes Heinrich Schultz
Johannes Heinrich Schultz (* 20. Juni 1884 in Göttingen; † 19. September 1970 in West-Berlin), meist kurz J. H. Schultz genannt (und oft I. H. Schultz geschrieben), war ein deutscher Psychiater, schulenunabhängiger Psychotherapeut und Psychoanalytiker.
Weltberühmt wurde Schultz durch die Entwicklung des Autogenen Trainings zu Beginn der 1930er Jahre, worüber er, ebenso wie über die Theorie der Hypnose, Vorlesung hielt. Er war Schüler des Hirnforschers Oskar Vogt.
In der Zeit des Nationalsozialismus befürwortete er ab 1940 die Tötung behinderter Menschen.

## Kindheit und Ausbildung
Johannes Heinrich Schultz wurde als Sohn eines Theologen 1884 in Göttingen geboren.
Als Säugling erkrankte er an Keuchhusten mit Lungenentzündung, was zu einer Neigung zu Bronchialerkrankungen und Asthma führte.
Er studierte Medizin 1902 in Lausanne, von 1902 bis 1903 an der Georg-August-Universität Göttingen (wo er Karl Jaspers kennenlernte), von 1904 bis 1905 an der Universität Breslau und von 1905 bis 1907 wieder in Göttingen. Nach seiner Approbation im Jahr 1907 war er zunächst in der Poliklinik der Medizinischen Universitätsklinik Göttingen tätig und wurde 1908 promoviert.

## Karriere
Nach 1908 begann er seine ärztliche Ausbildung am Königlichen Institut für Experimentelle Therapie in Frankfurt am Main unter Leitung von Paul Ehrlich.
Von 1910 bis 1912 arbeitete er als Volontärassistent in der Universitätsklinik in Breslau zunächst in der Inneren Medizin, dann in der Hautklinik, von 1912 bis 1913 in der städtischen Nervenheilanstalt Chemnitz und schließlich 1913 in der Psychiatrischen Universitätsklinik in Jena unter Otto Binswanger, bei dem er sich 1915 habilitierte.
Im Ersten Weltkrieg war er in Marienburg/Westpreußen und Rudczanny tätig. 1915 erkrankte er und wurde nach Genesung nach Allenstein versetzt, hier Kontakt zu Karl Abraham. Nach seiner Habilitation leitete er 1916 bis 1918 das „Kaiserliche Militärgenesungsheim Malonne“ bei Namur in Belgien, wo er an der Ruhr erkrankte.
1919 wurde er außerordentlicher Professor für Psychiatrie und Nervenheilkunde in Jena. Als sein Mentor Binswanger die Klinik verließ, ging Schultz 1920 als Chefarzt und wissenschaftlicher Leiter des Lahmann-Sanatoriums auf dem Weißen Hirsch nach Dresden.
1924 ließ sich der 40-Jährige mit Frau und seinem zweiten Sohn als Nervenarzt in Berlin nieder, als Spezialist für Hypnose sowie Fragen der Psychotherapie und Neurosenlehre.

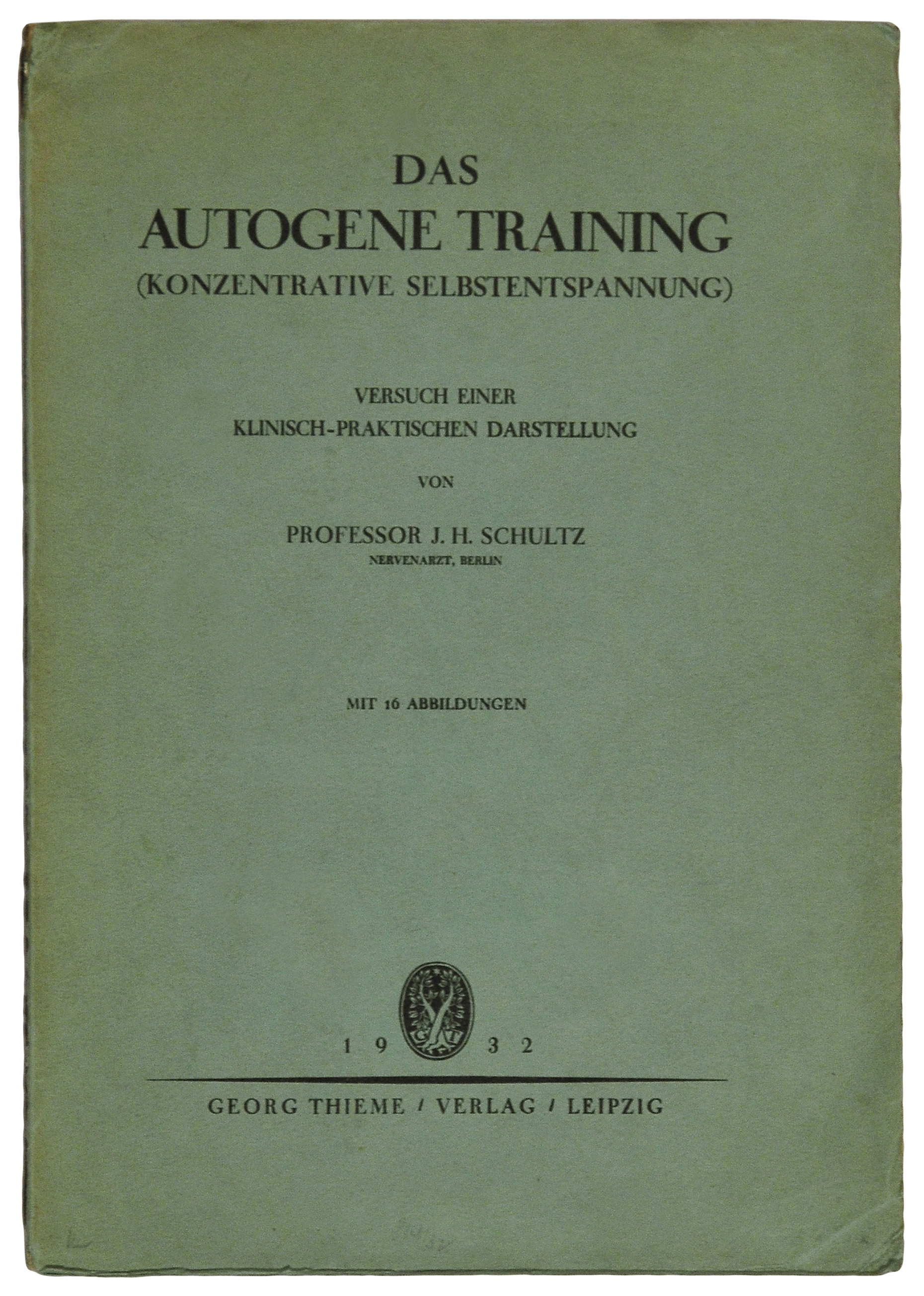
Das Autogene Training. 1932

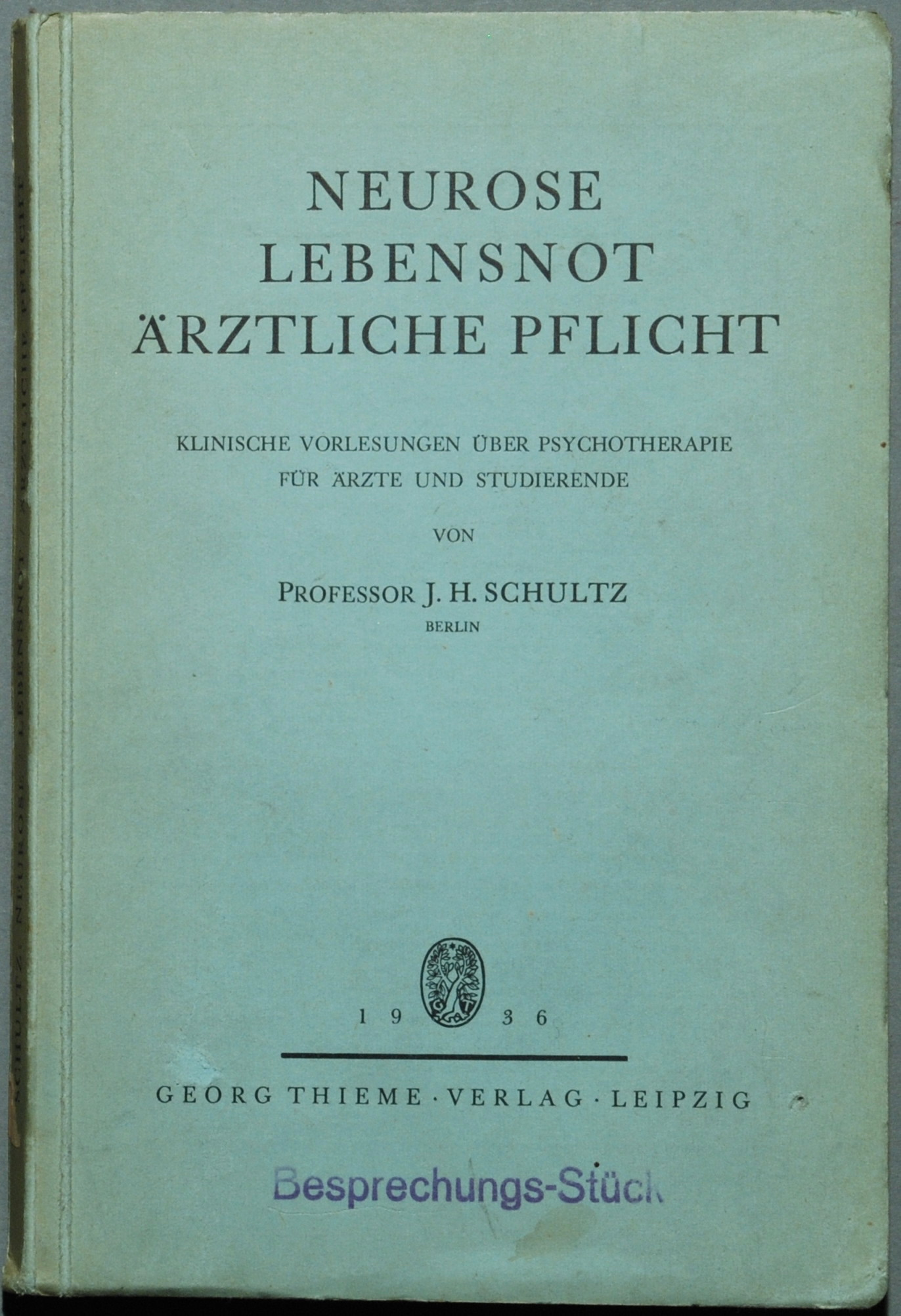
Neurose Lebensnot ärztliche Pflicht. 1936

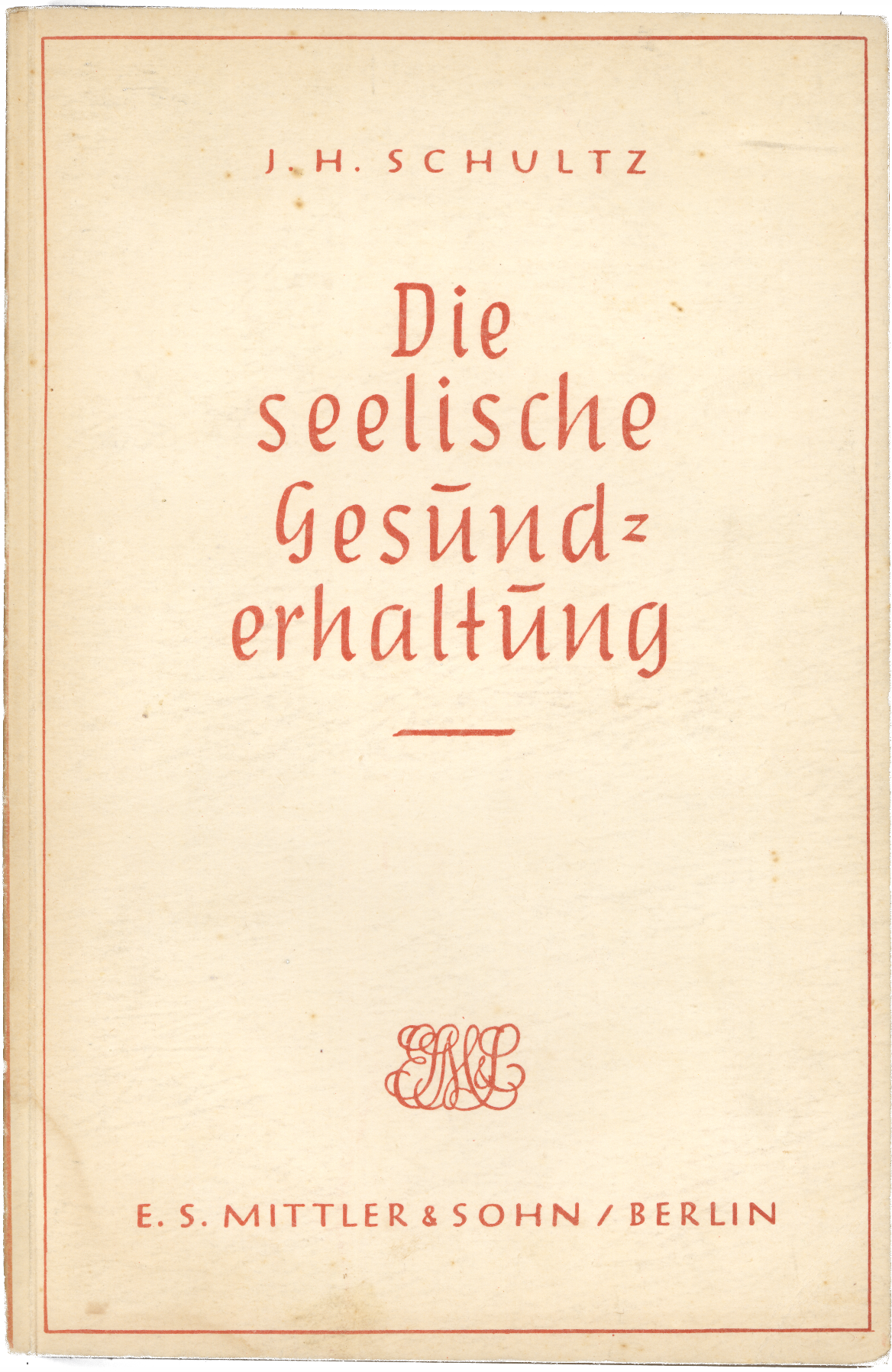
Die Seelische Gesunderhaltung. 1941

Bekannt wurde Schultz durch die Entwicklung des Autogenen Trainings, das er auf der Grundlage der Hypnoseforschung und umfangreichen auch im Selbstversuch durchgeführten Einzelstudien öffentlich erstmals 1926 als „autogene Organübungen“ vorstellte und 1928 Autogenes Training nannte. Es handelt sich dabei um ein autosuggestives Übungsprogramm, sich tief zu entspannen und mehr Gelassenheit zu erreichen. Von 1926 bis 1929 machten er und seine Frau Lehranalysen bei Harald Schultz-Hencke.
1925/26 war Schultz Mitglied des Gründungskomitees für den ersten Allgemeinen Ärztlichen Kongress für Psychotherapie, Vorstandsmitglied der am 1. Dezember 1927 gegründeten Allgemeinen Ärztlichen Gesellschaft für Psychotherapie, ab 1928 Fachbeirat ihrer Verbandszeitschrift sowie ab 1930 mit Arthur Kronfeld (und Rudolf Allers in Wien für den Referatenteil) Schriftleiter des nun Zentralblatt für Psychotherapie genannten Verbandsorgans, 1933 Vorstandsmitglied der Deutschen Allgemeinen Ärztlichen Gesellschaft für Psychotherapie unter Matthias Heinrich Göring, dem Vetter des Reichsmarschalls.

### 1933–1945
1933 wurde Schultz kurz die Praxiserlaubnis entzogen, da er in erster Ehe mit einer Jüdin verheiratet gewesen war. Schultz blieb in Deutschland, auch wenn er durch seine erste Frau die Schweizer Staatsangehörigkeit hatte. Er wurde zwar kein NSDAP-Mitglied, trat aber 1933 dem Nationalsozialistischen Kraftfahrkorps bei. Auch war er Anwärter im NS-Ärztebund.
In den Jahren 1936 bis 1945 war er Stellvertretender Direktor des auch „Göring-Institut“ genannten Deutschen Instituts für psychologische Forschung und Psychotherapie, leitete die dortige Poliklinik und war zuständig für die psychotherapeutische Ärzteausbildung. Schultz war Oberfeldarzt der Luftwaffe und verfügte über ein Büro im Reichsluftfahrtministerium. Zu den Geldgebern des Deutschen Instituts für psychologische Forschung und Psychotherapie gehörten die Reichsluftwaffe, die Deutsche Arbeitsfront (DAF) und ab 1943 der Reichsforschungsrat. Schultz war in viele dieser Arbeitsgebiete involviert, worauf seine zahlreichen Publikationen aus dieser Zeit verweisen.
Leni Riefenstahl soll eine seiner bekanntesten Patientinnen gewesen sein. 1936 besuchte er Edmund Jacobson, den Begründer der progressiven Muskelrelaxation persönlich in Chicago.
Schultz propagierte 1940 die „Vernichtung“ behinderter Menschen mit der Hoffnung, „daß die Idiotenanstalten sich bald […] umgestalten und leeren werden“. Der NS-Staat organisierte in dieser Zeit die Aktion T4. Auch fällte Schultz durch seine Diagnosen „Todesurteile“ gegen  „Hysterikerinnen“. Er befürwortete ferner die Erlaubnis  der Ehescheidung von „einer solchen Bestie“.
Schultz befasste sich im Rahmen seiner Tätigkeit am Göring-Institut mit Homosexualität (wie auch Maria Kalau vom Hofe, Gustav Richard Heyer, Harald Schultz-Hencke, August Vetter, Göring und als Leiter der Forschungsabteilung Hans von Hattingberg). An dem Institut wurde einerseits versucht, Homosexuelle zu „heilen“, andererseits leitete Schultz eine Kommission, die „Verdächtige“ zum Geschlechtsverkehr mit Prostituierten zwang, um „festzustellen“, ob sie homosexuell seien. „Schuldige“ wurden in Konzentrationslager überstellt.

### 1945–1970
Obwohl seine Praxis teilweise zerbombt war, begann Schultz nach dem Ende des Zweiten Weltkriegs in Berlin schon bald mit der Behandlung alliierter Soldaten. Zuhilfe kam im dabei, dass wenige Monate nach Kriegsende wieder kollegiale Netzwerke aus der Zeit des Nationalsozialismus aktiviert waren. Sein Entnazifizierungsverfahren beim Spruchausschuss Berlin-Charlottenburg dauerte von 1945 bis 1950.
Als sich Alexander Mitscherlich nach dem Krieg um eine Lehranalyse bei Schultz bewarb, deutete Schultz Mitscherlichs Ablehnung des Nationalsozialismus als Ausdruck einer „latenten Homosexualität“.
Zwischen 1950 und 1970 war Schultz bei den Lindauer Psychotherapiewochen regelmäßig Referent sowie Leiter von AT-Fortbildungen und trat insgesamt zwanzigmal als Referent auf, wobei er hauptsächlich Vorträge und Übungen zum Autogenen Training abhielt. Ab 1950 gehörte er zum Ehrenpräsidium der Deutschen Gesellschaft für Psychoanalyse, Psychotherapie, Psychosomatik und Tiefenpsychologie (DGPT).
1955 gründete er die Deutsche Gesellschaft für Ärztliche Hypnose und Autogenes Training. 1956 war er Herausgeber der Zeitschrift Psychotherapie der DGPT.
Er war ab 1959 Mitherausgeber der Zeitschrift Praxis der Psychotherapie in J. F. Lehmanns Verlag.
Ab 1959/60 war er im Präsidium der deutschen Sektion der Internationalen Gesellschaft für klinische und experimentelle Hypnose.
1964 verlieh ihm die Uni Tübingen den Ehrendoktortitel. Zudem erhielt er die Ehrenmedaille der Bundesärztekammer für seine Verdienste um die Fortbildung und das Große Verdienstkreuz von Bundespräsident Lübke.

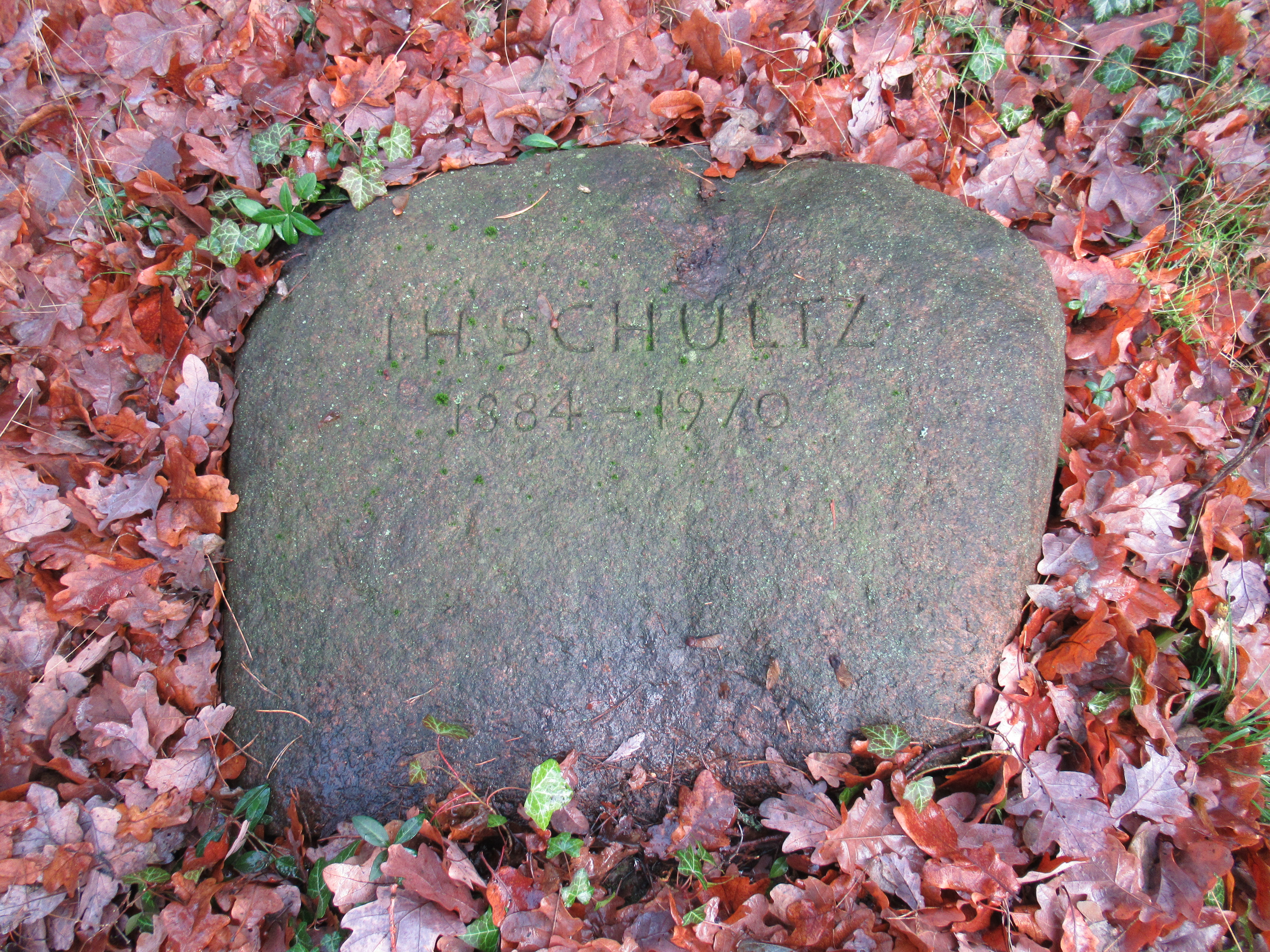
Grabstein für Johannes Heinrich Schultz auf dem Friedhof Heerstraße in Berlin-Westend

## Privates
Im Juni 1910 heiratete Schultz Paula Bascho (1883–1960). 1912 wurde sein erster Sohn Johannes Andreas Renatus Schultz geboren (1912–2003). Die erste Ehe wurde 1918 geschieden. Mit der Psychologin Ellen Grimm (* 1896), die er 1919 heiratete, hatte er einen zweiten Sohn, Hans Jürgen Carl August. 1944 heiratete Schultz Luise-Charlotte Wossidlo (* 1900).
Schultz starb im September 1970 im Alter von 86 Jahren in Berlin. Sein Grab befindet sich auf dem landeseigenen Friedhof Heerstraße in Berlin-Westend (Grablage: II-W-2-40).

## Posthume Auseinandersetzung
Lange wurde über Schultz´ Karriere während der NS-Zeit geschwiegen. Erst in den 1980er Jahren begann die öffentliche, kritische Auseinandersetzung mit der Medizin im Nationalsozialismus. Schulz wurde vorgeworfen, kollaboriert und seine Karriere vorangetrieben zu haben. 2002 distanzierte sich die Mitgliederversammlung der Deutschen Gesellschaft für Psychoanalyse, Psychotherapie, Psychosomatik und Tiefenpsychologie von Schultz wegen seiner Unterstützung der Euthanasie und auch die Lindauer Psychotherapiewochen setzten sich mit ihrem Umgang mit der NS-Vergangenheit auseinander.

## Schriften
- Neue Wege und Ziele der Psychotherapie. In: Therapeutische Monatshefte. Band 29, 1915, S. 443–450 (Habilitationsvortrag).
- Die seelische Krankenbehandlung (Psychotherapie). Ein Grundriß für Fach- und Allgemeinpraxis. 7. Auflage. Fischer, Jena 1919. (Thieme, Stuttgart 1958)
- Psychoanalyse und ihre Kritik. In: C. Adam (Hrsg.): Die Psychologie und ihre Bedeutung für die ärztliche Praxis. Acht Vorträge. Fischer, Jena 1921.
- Schicksalsstunde der Psychotherapie. In: Albert Moll (Hrsg.): Abhandlungen aus den Gebieten der Psychotherapie und medizinischen Psycholologie. 1, 1925.
- Die Einigungsbestrebungen in der Psychotherapie. In: Wladimir Eliasberg (Hrsg.): Bericht über den I. Allgemeinen Kongreß für Psychotherapie in Baden-Baden. 17.–19. April 1926. Carl Marhold Verlagsbuchhandlung, Halle 1927, S. 241–252.
- Das Autogene Training (konzentrative Selbstentspannung). Versuch einer klinisch-praktischen Darstellung. Thieme, Leipzig 1932. (zahlr. Aufl.)
- Hypnose-Technik. Praktische Anleitung zum Hypnotisieren für Ärzte. Fischer, Jena 1935.
- Übungsheft für das Autogene Training (konzentrative Selbstentspannung). Thieme, Leipzig 1935. (zahlr. Aufl.)
- Neurose Lebensnot Ärztliche Pflicht. Klinische Vorlesungen über Psychotherapie für Ärzte und Studierende. Thieme, Leipzig 1936.
- Geschlecht – Liebe – Ehe. Die Grundtatsachen des Liebes- und Geschlechtslebens in ihrer Bedeutung für Einzel- und Volksdasein. 1940. (7. Aufl. Reinhardt, München, 1967)
- Die seelische Gesunderhaltung unter besonderer Berücksichtigung der Kriegsverhältnisse. E.S. Mittler & Sohn, Berlin 1941.
- Bionome Psychotherapie. Ein grundsätzlicher Versuch. Thieme, Stuttgart 1951.
- Organstörungen und Perversionen im Liebesleben. Bedeutung, Entstehung, Behandlung, Verhütung. Reinhardt, München 1952.
- Psychotherapie. Leben und Werk großer Ärzte. Hippokrates, Stuttgart 1952.
- Grundfragen der Neurosenlehre. Aufbau und Sinn-Bild. Propädeutik einer medizinischen Psychologie. Thieme, Stuttgart 1955.
- Lebensbilderbuch eines Nervenarztes – Jahrzehnte in Dankbarkeit. Thieme, Stuttgart 1964. (2. Auflage. 1971)

In der DDR wurden Schultzes Schriften Geschlecht, Liebe, Ehe (Reinhardt, München 1940) und Die seelische Gesunderhaltung unter besonderer Berücksichtigung der Kriegsverhältnisse (Mittler, Berlin 1942) auf die Liste der auszusondernden Literatur gesetzt.